# Strängnäs landsförsamling
Strängnäs landsförsamling var en församling i Strängnäs stift och i Strängnäs kommun i Södermanlands län. Församlingen uppgick 1 januari 1966 i Strängnäs domkyrkoförsamling.

## Administrativ historik
Strängnäs landsförsamling har medeltida ursprung. Den 1 januari 1950 (enligt beslut den 24 mars 1949) överfördes fastlandsdelen (Eldsunds-, Ulvhälls- och Malmbyområdena) av församlingen med 750 invånare och omfattande en areal av 37,40 km², varav 37,28 km² land till Strängnäs stadsförsamling. Den resterande delen av församlingen hade 561 invånare och låg på Tosterön.
1 januari 1966 upplöstes församlingen, som då hade 847 invånare, och uppgick i Strängnäs stadsförsamling som samtidigt fick namnet Strängnäs domkyrkoförsamling.

### Pastorat
- Till 1962: Annexförsamling i pastoratet Strängnäs stadsförsamling och Strängnäs landsförsamling.
- 1962 till 1966: Annexförsamling i pastoratet Strängnäs stadsförsamling, Aspö församling och Strängnäs landsförsamling.[4]

## Areal
Strängnäs landsförsamling omfattade den 1 januari 1952 en areal av 17,94 km², varav 17,93 km² land. Efter nymätningar och arealberäkningar färdiga den 1 januari 1961 omfattade församlingen samma datum en areal av 18,38 km², varav 18,38 km² land.

## Kyrkor
- Strängnäs domkyrka (låg i stadsförsamlingens/domkyrkoförsamlingens område)